# ノックス大学
ノックス大学（英語: Knox College）は、イリノイ州ゲイルズバーグに本部を置くアメリカ合衆国の私立大学。1837年創立、1837年大学設置。
アメリカ中西部を代表するリベラルアーツ・カレッジのひとつであり、アフリカ系市民と女性に最初に門戸を開いた大学のひとつでもあり、リベラルな伝統を誇る。建学の精神はVeritas (ラテン語:「真実」)。教育・学生生活の多くの面でオナー・コードに基づいて学生による自治に委ねられている。

## 歴史
1837年にジョージ・ゲール率いる反奴隷制主義者たちによって自由主義的な高等教育機関として創立された。まもなく南部の奴隷州から奴隷を北部の自由州やカナダに逃亡させる地下運動「地下鉄道」の拠点のひとつとなった。
1858年、大学で有名な「リンカーン・ダグラス論争」が開催され、1860年にリンカーンに彼にとって初めての学位(法学博士)をノックス大学が授与した（リンカーンは小学校も卒業せず独学で弁護士になったため、大統領選においては対立陣営から「学のない人」とたびたび批判されていた。その後、同年11月に第16代アメリカ合衆国大統領に選出）。

ちなみに近年では、2005年の卒業式でバラク・オバマが、2007年の卒業式でビル・クリントンが演説をおこなっている。

## 教育
学部課程だけのリベラルアーツ・カレッジでありながら研究に力をいれている教育が特徴である。4年生の多くが独自でまたは教授と共同で研究費を得て、卒業研究を進める。その結果、卒業後に直接メディカルスクールやロースクールを含む大学院への進学率は32%に上る（2007年）。Ph.Dまで修得する卒業生の割合も高い。アメリカ国立科学財団の統計によれば、全米総合ランキングで1981年-1990年の数学Ph.D修得率は第9位、1995年-2004年の総合Ph.D修得率は第40位である。
メディカルスクールへ進学する学生が多いことでも知られ、希望者の約85%が進学する。またジョージ・ワシントン大学やラッシュ医科大学のメディカルスクールに進学できる提携制度がある。

さらにコロンビア大学やセントルイス・ワシントン大学に編入する3-2プログラムもある。
国際交流が盛んであり、3年生の約半分が交換留学をする。日本とは早稲田大学国際教養学部と提携がある。

## オナー・コード
ノックスでの教育・学生生活の中核を成すのが、オナー・コード (Honor Code)と呼ばれる学生によって制定された自治憲章である。オナー・コードの規定は学業面の多岐にわたり、例えば
- 教授は試験の監督をしてはならない（試験開始後、教授は教室から退室する）
- 試験は公共の場所であればどこで書いてもよい
- 課題に協力して取り組むことは奨励されるが、提出物はすべて自分のオリジナルであること

などが挙げられる。オナー・コードの目的は学生のモラルと自主性を信頼した上で委ね、学問的誠実さと人格教育を涵養することである。違反者は学生により構成される査問会にかけられ、退学をふくむ厳しい処分をうける。

現在でもオナー・コードを維持している数少ないリベラルアーツ・カレッジのひとつである。

## 奨学金制度
日本のグルー・バンクロフト基金から派遣される学生に与えられる奨学金制度がある。

## 著名な卒業生
- ジャック・フィニイ - 小説家
- イマー・キターニ - イラクの外交官、国際連合総会議長
- ハイラム・レベルス - アメリカ史上初のアフリカ系上院議員
- エドガー・バンクロフト - アメリカの外交官、駐日米国大使
- ジョン・ポデスタ - クリントン政権2期目の大統領首席補佐官
- ハバート・ゲイ - アメリカ陸軍元帥
- ベリー・ベラック - ニューヨーク・タイムズのジャーナリスト、ピューリッツァー賞受賞者
- エミー・カールソン - 女優
- ジョセフ・シスコ - 国務副長官、ヘンリー・キッシンジャーと共に外交を担当
- ロバート・ハンセン - FBI対ソ連防諜担当責任者、映画「ブリーチ」のモデル
- ジェームズ・キルツ - ジレット社CEO
- トーマス・カールツ - BASIC言語の共同開発者